# كيم ميونغ مين
كيم ميونغ مين من مواليد 8 أكتوبر 1972 هو ممثل كوري جنوبي. اشتهر بدوره الأساسي في المسلسل التلفزيوني فايروس بيتهوفن .  